# Pristomyrmex costatus
Pristomyrmex costatus é uma espécie de formiga do gênero Pristomyrmex, pertencente à subfamília Myrmicinae.